# Capreolus capreolus
Il capriolo (Capreolus capreolus, Linnaeus, 1758) è un ungulato diffuso in Europa e Asia.

## Caratteristiche
Il capriolo è un cervide di piccole dimensioni, lungo 90–130 cm, alla spalla alto 55–77 cm. Pesa tra i 10 e i 35 kg.
È di un colore tra il rosso e il marrone, il muso verso il grigio; il mantello è fulvo in estate. La gola, le parti ventrali e la regione perianale, detta "specchio anale", sono bianche. La coda è cortissima e non emerge dal pelo; nella femmina c'è un ciuffo di peli color crema che ricopre l'apparato genitale, chiamato "falsa coda". Il maschio possiede piccoli palchi, in genere con tre punte per lato nei soggetti adulti; questi cadono ogni anno, da ottobre a dicembre, e ricrescono alla fine dell'inverno. I palchi sono costituiti da tessuto osseo, e sono ricoperti, come quelli di altri cervidi, da uno strato di tessuto cutaneo detto velluto. Questo cade a sua volta ogni anno dal periodo da marzo ad aprile.
Mangia diverse volte al giorno (dalle 8 alle 12), in estate si nutre anche di notte. L'alimentazione consiste in erbe diverse, corteccia, foglie, germogli di latifoglie, conifere e frutti.

### Sottospecie
Ne sono note quattro sottospecie: 
- C. capreolus capreolus, Linnaeus, 1758;
- C. capreolus caucasicus, Dinnik, 1910;
- C. capreolus canus, Miller, 1910;
- C. capreolus italicus, Festa, 1925.

La sottospecie Italicus è indigena dell'Italia centrale e meridionale con popolazioni frammentate presenti nella Maremma meridionale, nella tenuta presidenziale di Castelporziano, nel Parco nazionale del Gran Sasso, nel Parco nazionale del Cilento, nel Gargano e sui Monti di Orsomarso in Calabria.

### Distribuzione e habitat

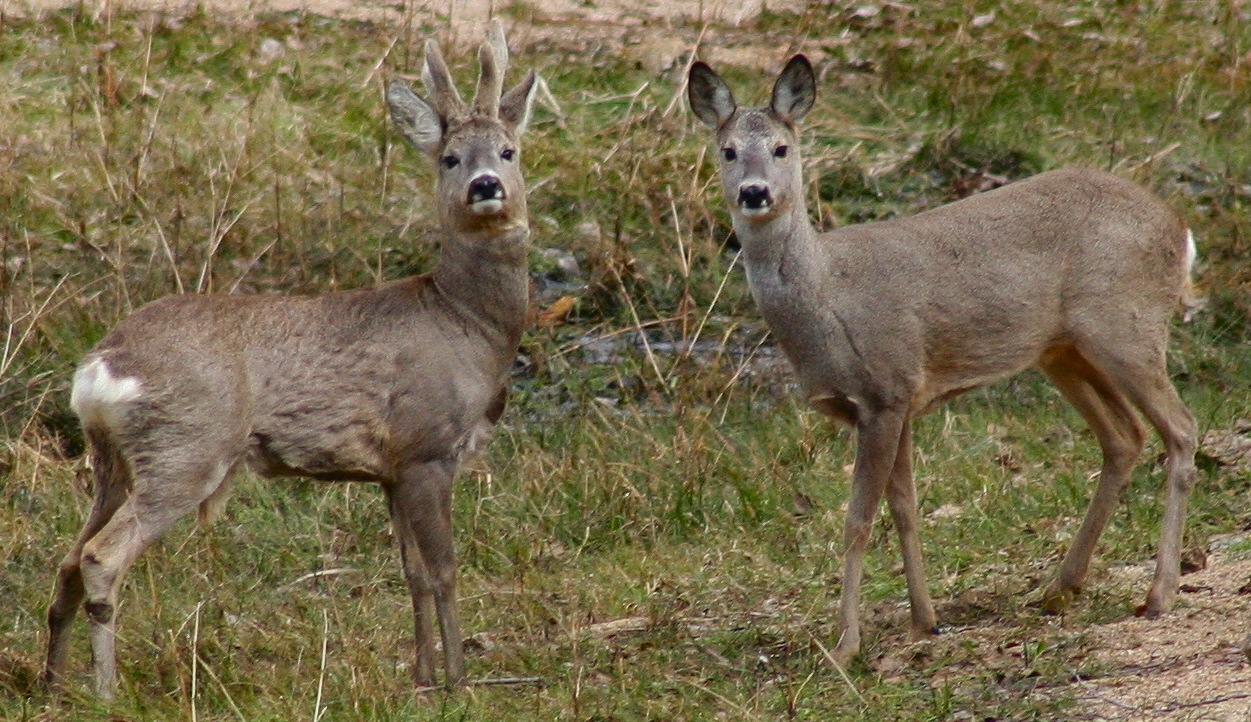
Dimorfismo sessuale nei caprioli: il maschio è a sinistra, la femmina a destra

È diffuso in gran parte dell'Europa continentale e in Gran Bretagna, mentre è assente in Irlanda e nelle isole del Mediterraneo. In Italia si trova sulle Alpi e sugli Appennini. Si era fortemente rarefatto in Italia nel secolo XX a causa della caccia eccessiva e della forte deforestazione della pianura, collina e montagna permessa dalla prima legge forestale italiana (L. n. 3917/1877). A cominciare dagli ultimi decenni del secolo la specie ha ricolonizzato spontaneamente le Alpi e gli Appennini settentrionali, mentre negli Appennini centrali e meridionali si è diffusa grazie a numerose reintroduzioni in parchi, riserve e foreste demaniali. Nei primi decenni del XXI secolo si è assistito alla lenta ricolonizzazione dei boschi della Pianura Padana, in particolare di quelli nel Parco del Ticino, ma anche nei recenti rimboschimenti realizzati lungo il Po grazie ai contributi dell'Unione europea e lungo gli altri assi fluviali principali, come il Reno.
Alcuni esemplari della sottospecie tipica sono stati recentemente inseriti all'interno del Parco dei Nebrodi, in Sicilia. Si tratta di esemplari provenienti dall'Emilia-Romagna e concentrati nella zona di Galati Mamertino, nell'ambito di un progetto di reintroduzione della specie.

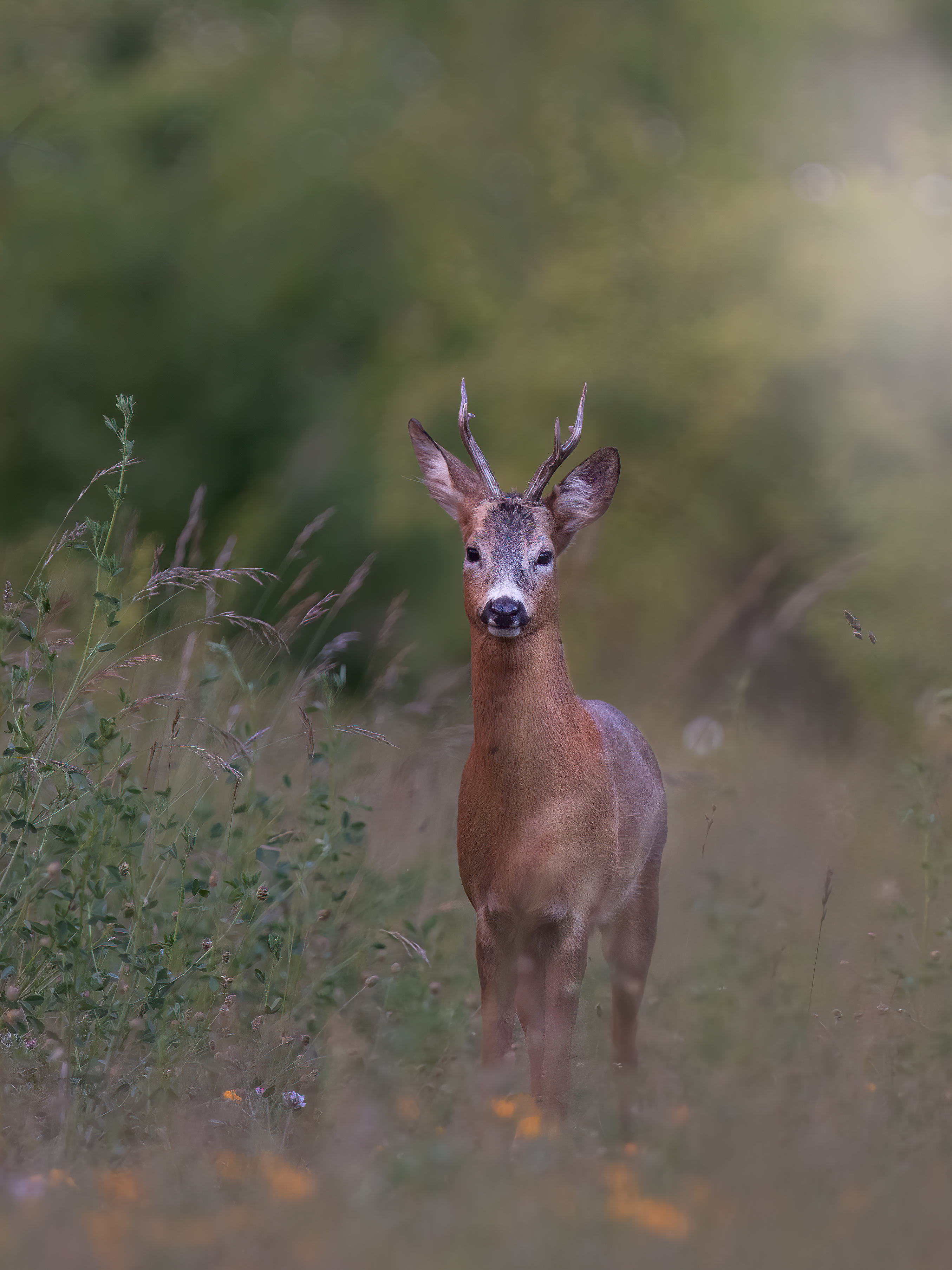
Capriolo maschio alle ultime ore di luce

Il capriolo è diffuso sia in boschi aperti - in cui il sottobosco è fitto - e inframmezzati da radure e zone cespugliose, sia in pianura, compresa quella coltivata, anche con metodi intensivi, purché trovi boscaglie in cui rifugiarsi. Si trova comunque anche in collina, in montagna e nelle zone umide. Sulle Alpi lo si può osservare durante l'estate nei pascoli fino a 2400 m s.l.m., mentre in inverno tende a scendere progressivamente di quota con l'aumentare dello spessore della neve. Nei siti più favorevoli riesce a svernare anche oltre i 2000 m s.l.m. sfruttando le zone dove la neve viene erosa dal vento o dalle valanghe, tuttavia in caso di grandi nevicate accusa maggiori difficoltà rispetto agli altri selvatici. Pascola tranquillamente anche a temperature inferiori ai -20 °C.
Nel 2010 in Europa si contavano 15 milioni di capi adulti non italicus, di cui in Italia almeno 460 000, in aumento e in espansione. Per la sottospecie italicus dell'Appennino centro-meridionale si stimano meno di 10 000 esemplari.

### Comportamento e riproduzione

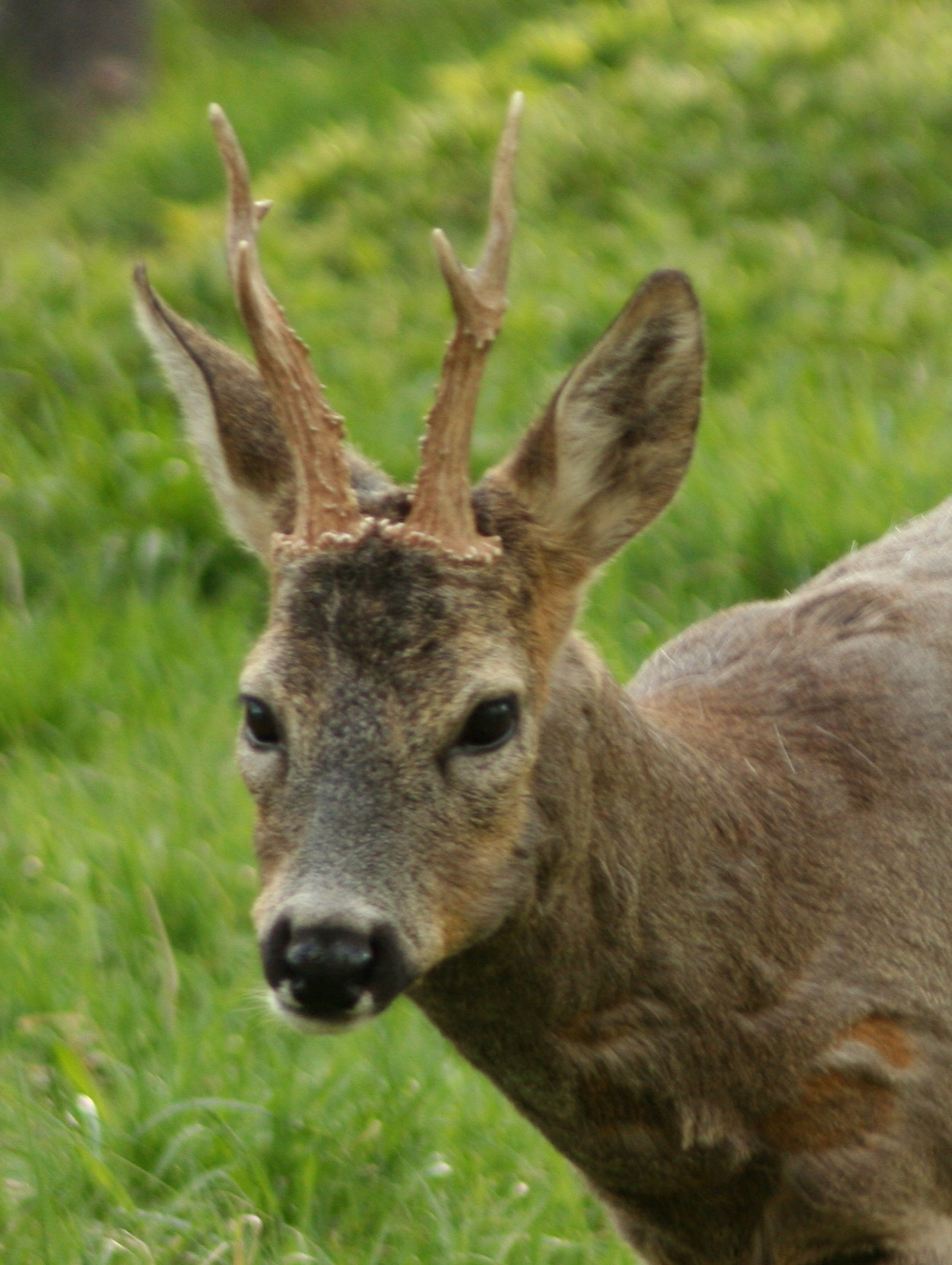
Testa di un capriolo maschio: si notino le ghiandole odorifere sotto gli occhi

In passato il capriolo veniva considerato un animale solitario, sebbene oggi si sappia che ha un comportamento sociale complesso e articolato. Infatti, mentre i maschi conducono per gran parte dell'anno un'esistenza solitaria (anche perché già alla fine dell'inverno tra di loro iniziano le dispute territoriali), le femmine spesso vivono riunite in branchi, composti da 3-7 individui, diretti da una femmina dominante. In tali branchi le gerarchie e i rapporti sociali sono ben definiti e strutturati.
Il periodo degli amori va da metà luglio a fine agosto; il corteggiamento è costituito da una serie di inseguimenti della femmina da parte del maschio.
La gestazione dura circa nove mesi e mezzo; l'ovulo, una volta fecondato, si impianta nell'utero materno e rimane quiescente fino a dicembre, quando riprende a svilupparsi. Questa caratteristica è detta ovoimplantazione differita.
Nel periodo che va dalla tarda primavera all'inizio dell'estate le femmine partoriscono, normalmente 1 o 2 piccoli, raramente tre, dal caratteristico mantello bruno fittamente maculato. Molto spesso le femmine lasciano il cucciolo nascosto nell'erba alta, mentre vagano nei paraggi in cerca di cibo.
Con l'arrivo dell'autunno anche i maschi si uniscono ai branchi di femmine e spesso occupano un posto in fondo alla gerarchia.
I giovani raggiungono la maturità sessuale all'età di circa 14 mesi.
Può raggiungere un'età di 18 anni.
Il capriolo è un animale timido e schivo; è preda di lupi, orsi e i suoi piccoli di linci, volpi, gatti selvatici, aquile, gufi reali, martore, sciacalli e cinghiali.

### Tracce

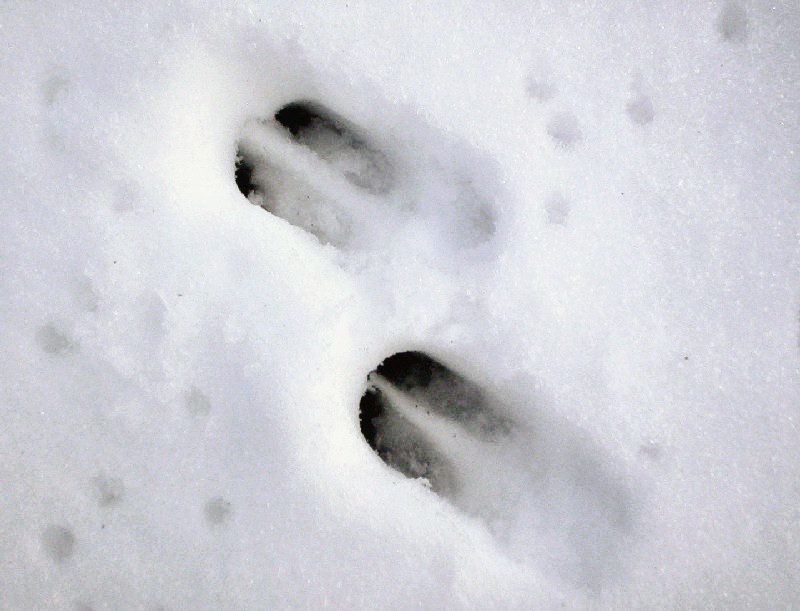
Orme sulla neve
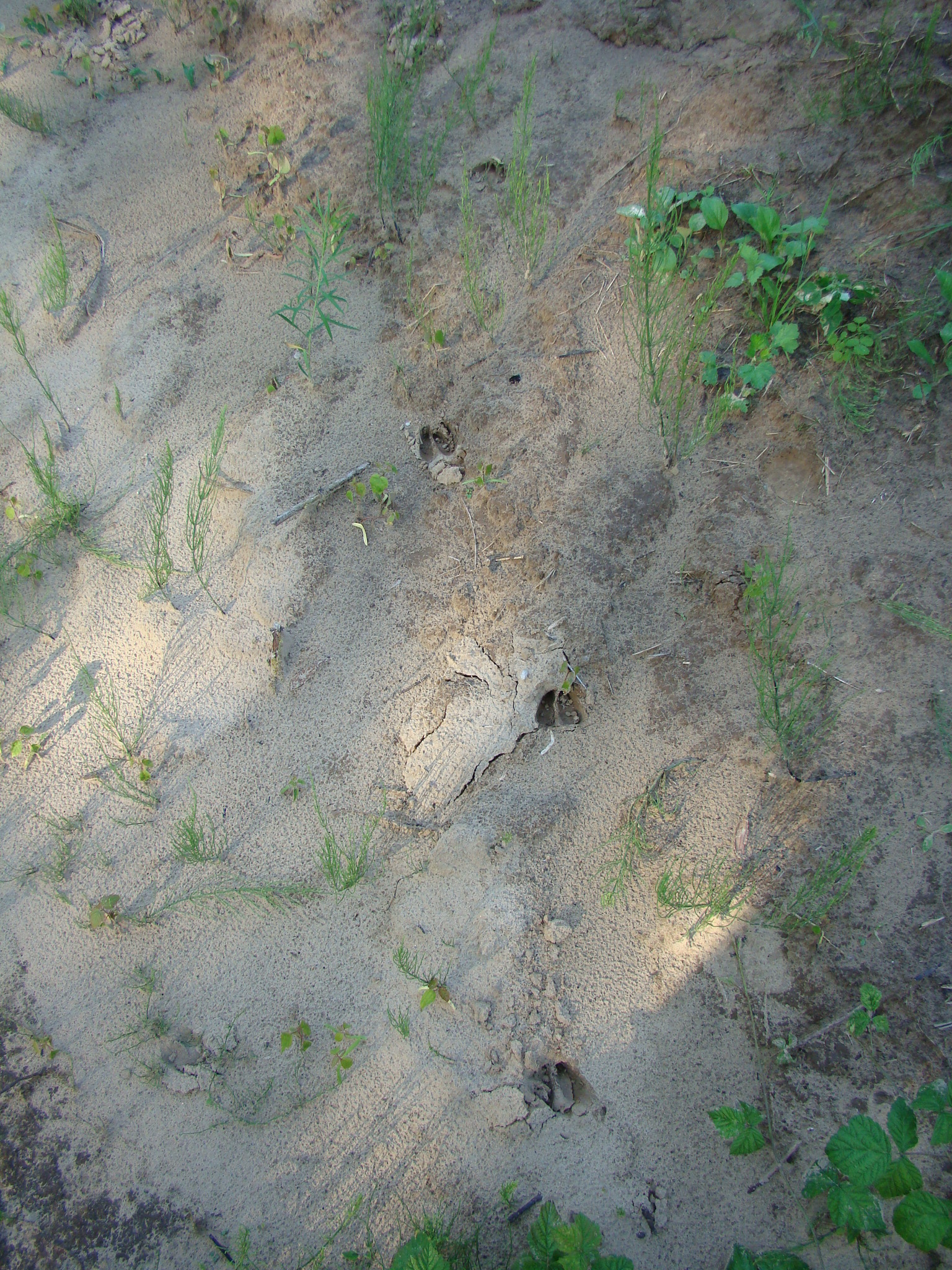
Orme sulla sabbia
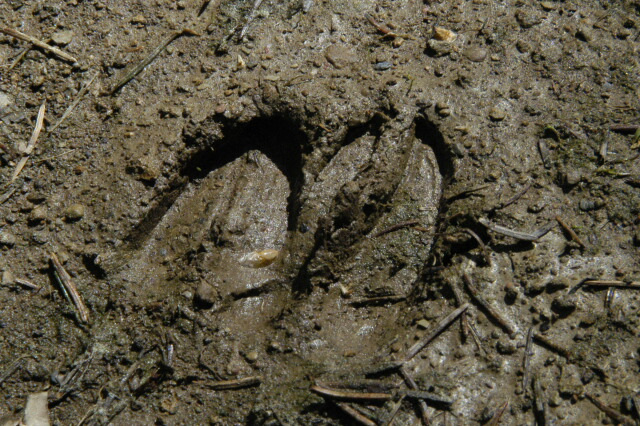
Orme sul fango
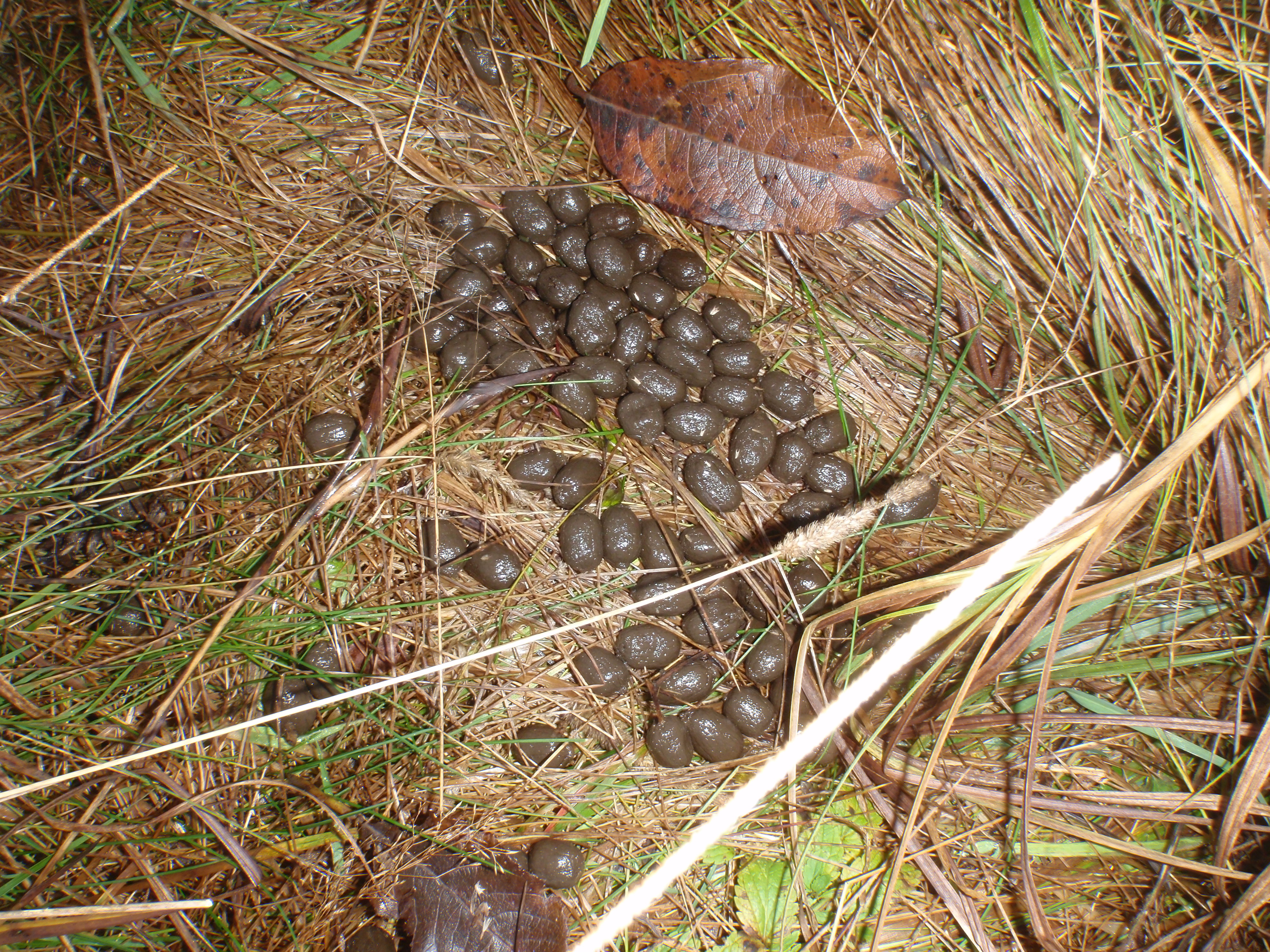
Fatta (feci) di capriolo
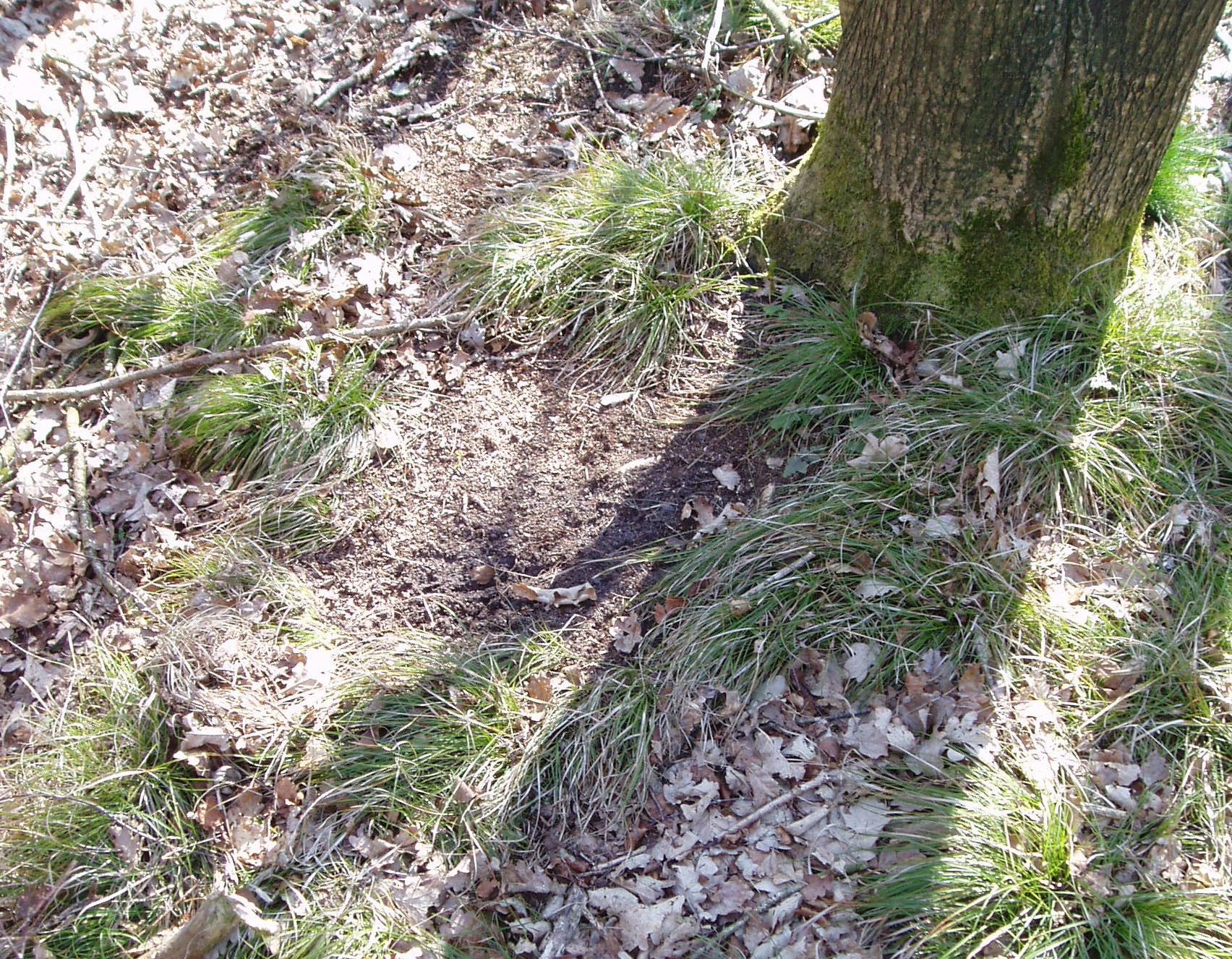
Covo di capriolo
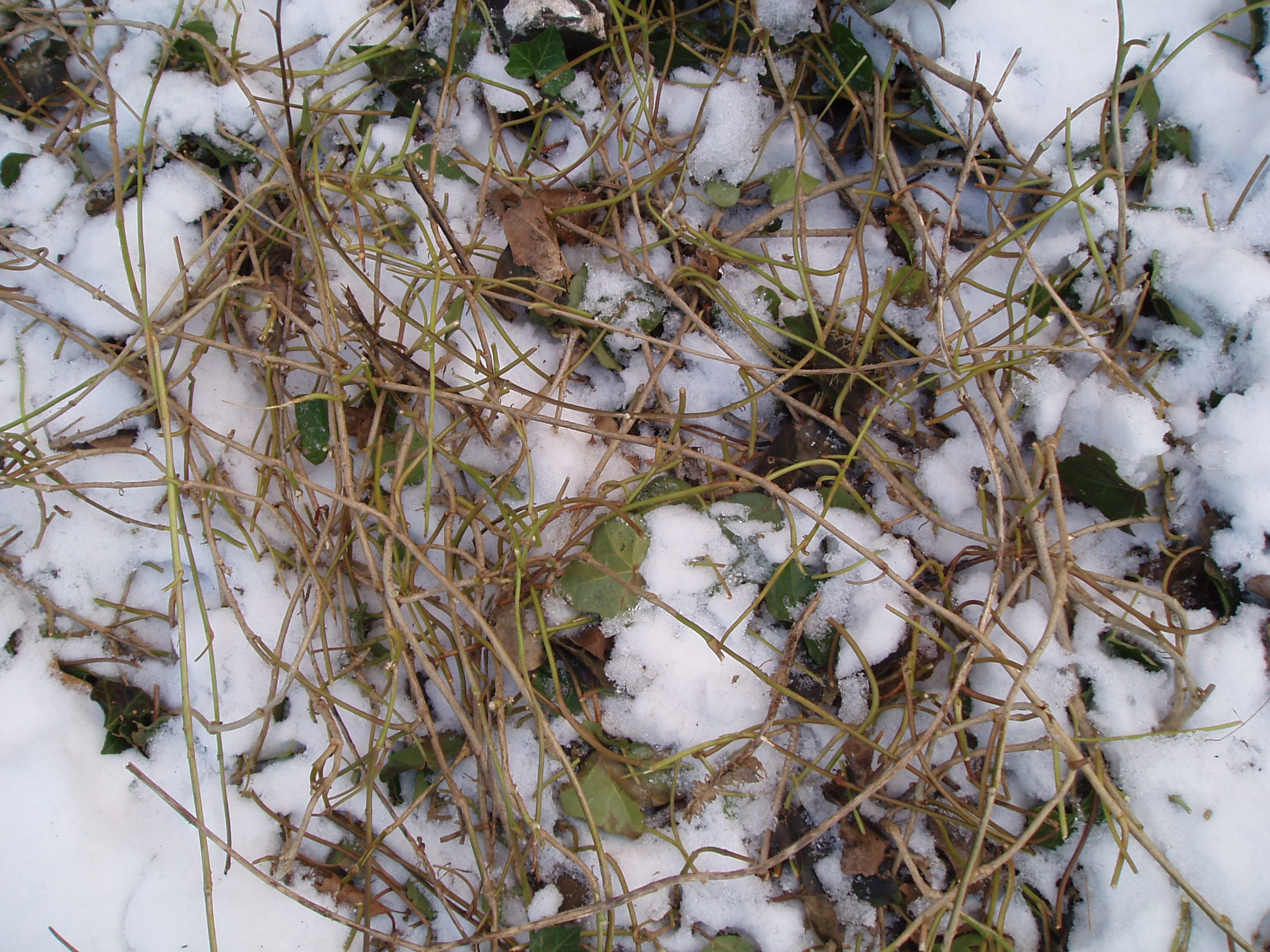
Edera mangiata da un capriolo

## Nella mitologia e nella letteratura
Il capriolo è spesso raffigurato nelle sculture, nei mosaici e nei dipinti insieme a Diana, dea della caccia. 

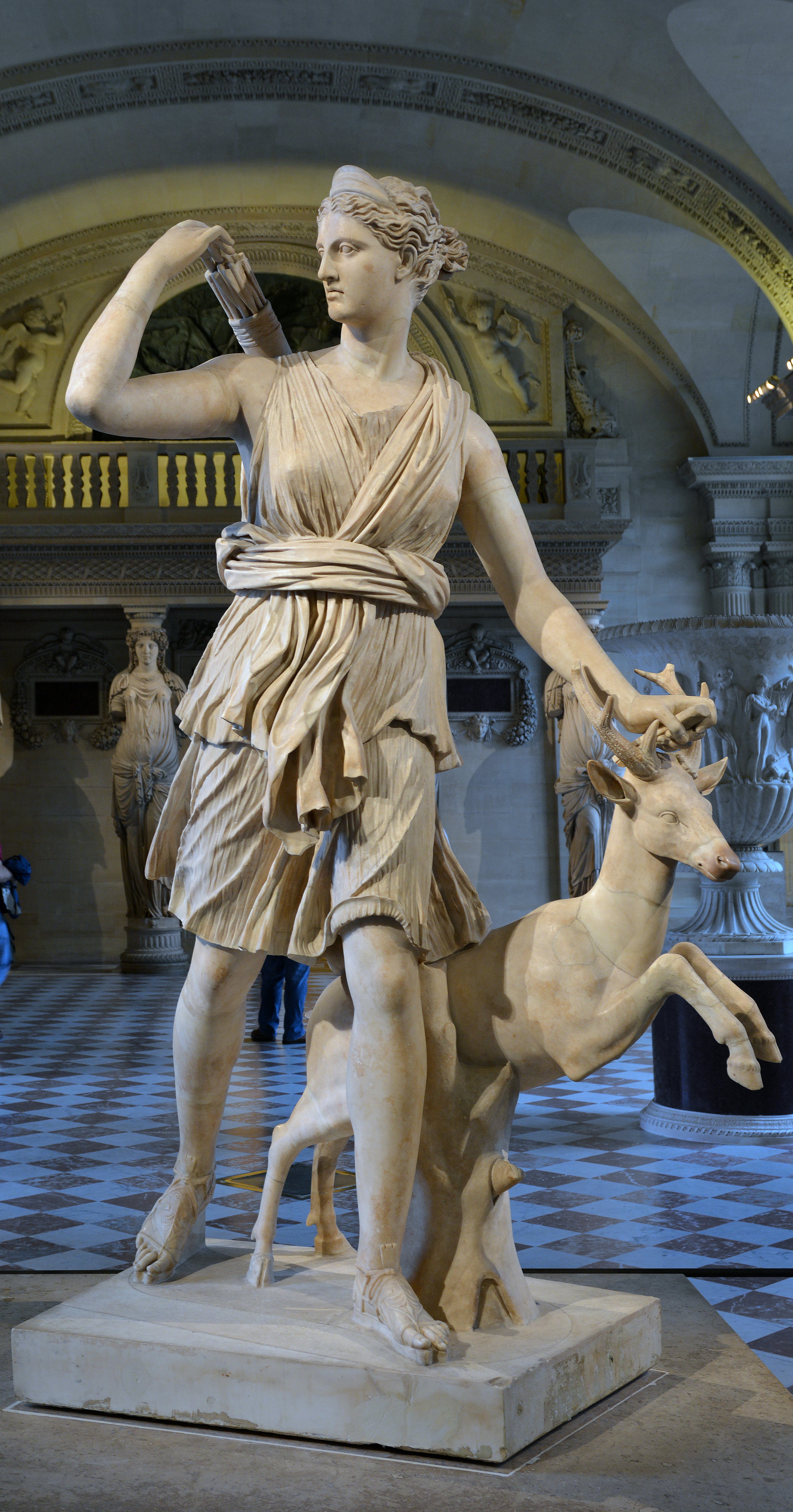
Statua di Diana/Artemide con un capriolo, copia romana di originale ellenistico. Parigi, Museo del Louvre

Nel poema mitologico gallese Cad Goddeu contenuto nel Libro di Taliesin, un manoscritto gallese del XIV secolo, conosciuto anche come Peniarth MS2 e conservato nella Biblioteca Nazionale del Galles, un raro capriolo bianco viene sottratto durante una caccia ad Arawn, divinità celtica dell'Annwn. In questo mito il capriolo è il simbolo del viaggio dell'anima verso la morte.
Nella fiaba dei fratelli Grimm Fratellino e Sorellina uno dei protagonisti viene trasformato in un capriolo.
Ne La corza blanca dello scrittore spagnolo Gustavo Adolfo Bécquer, contenuta nella raccolta Leggende, egli narra di Costanza, una splendida fanciulla figlia di un nobile cavaliere medioevale. Dalla carnagione chiarissima, di notte ella si trasforma in un capriolo femmina bianco. Una notte, però, viene uccisa nella foresta da un giovane, di lei innamorato, ignaro della metamorfosi della ragazza.

## Nella cultura di massa

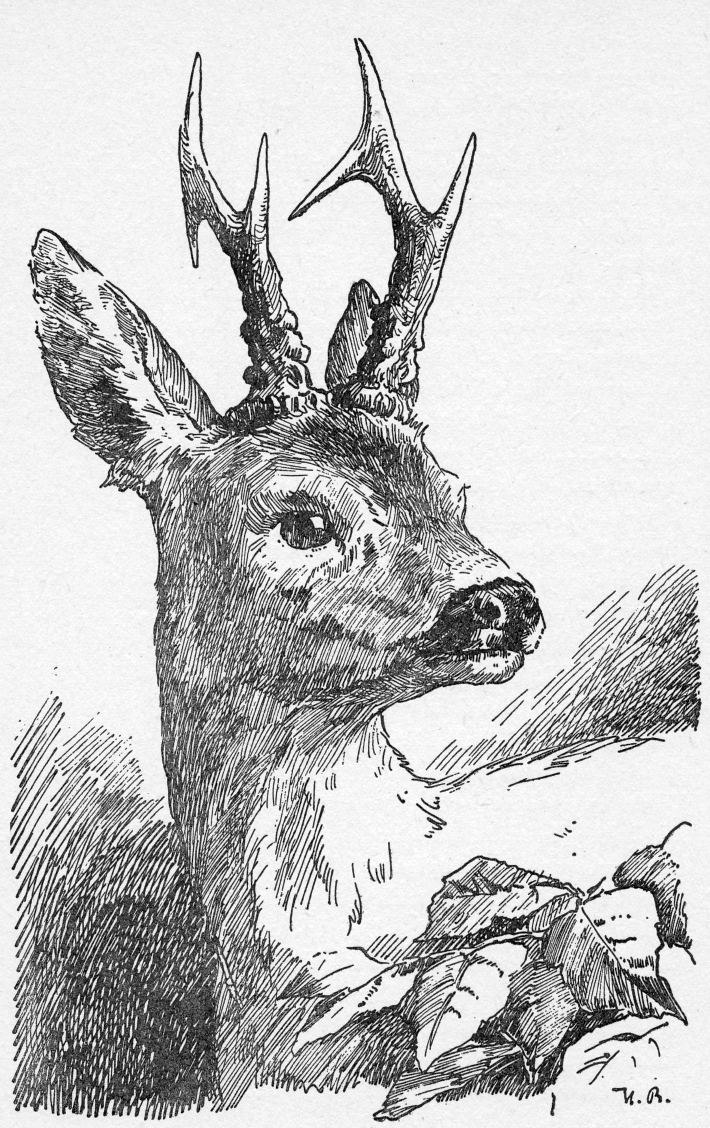
Bambi in un'illustrazione

Il capriolo è il protagonista del romanzo Bambi, la vita di un capriolo di Felix Salten a cui è ispirato il film Bambi della Walt Disney, che pur ha mutato l'animale in un cervo dalla coda bianca, per compatibilità con il pubblico americano.

## Galleria d'immagini

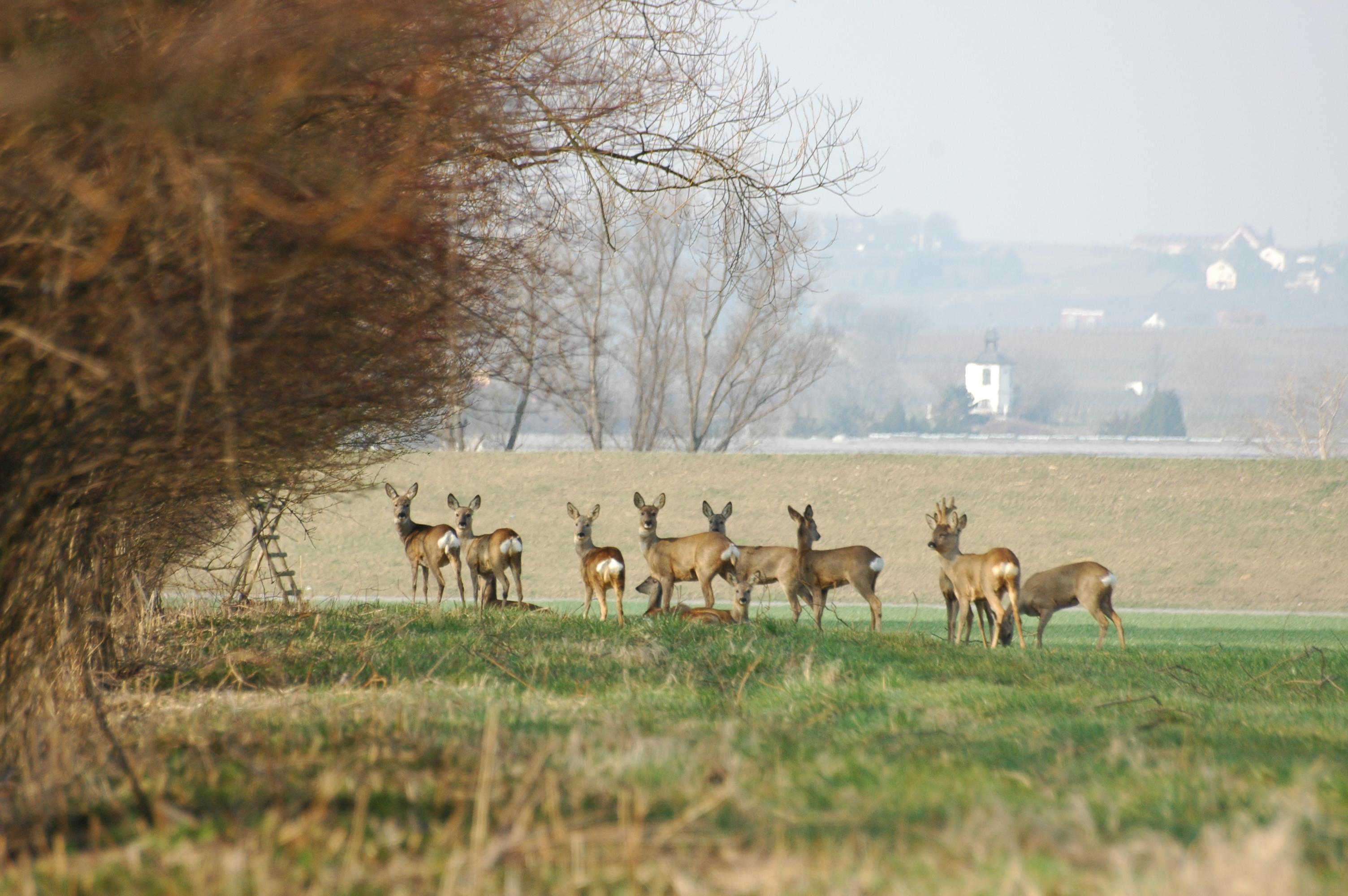
Caprioli in branco
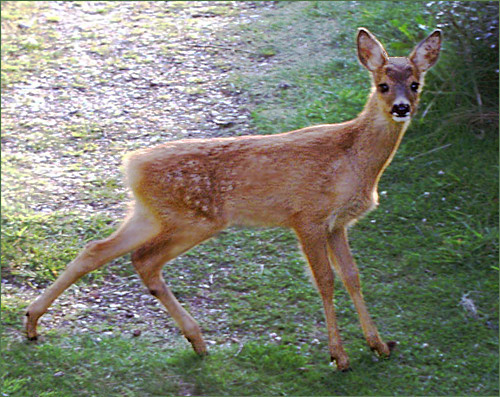
Mantello estivo
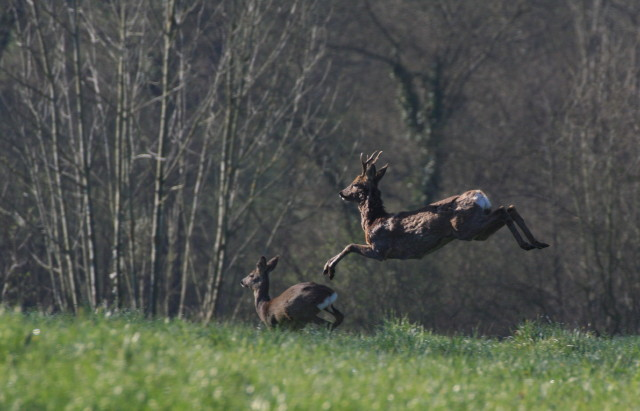
Salto di un capriolo
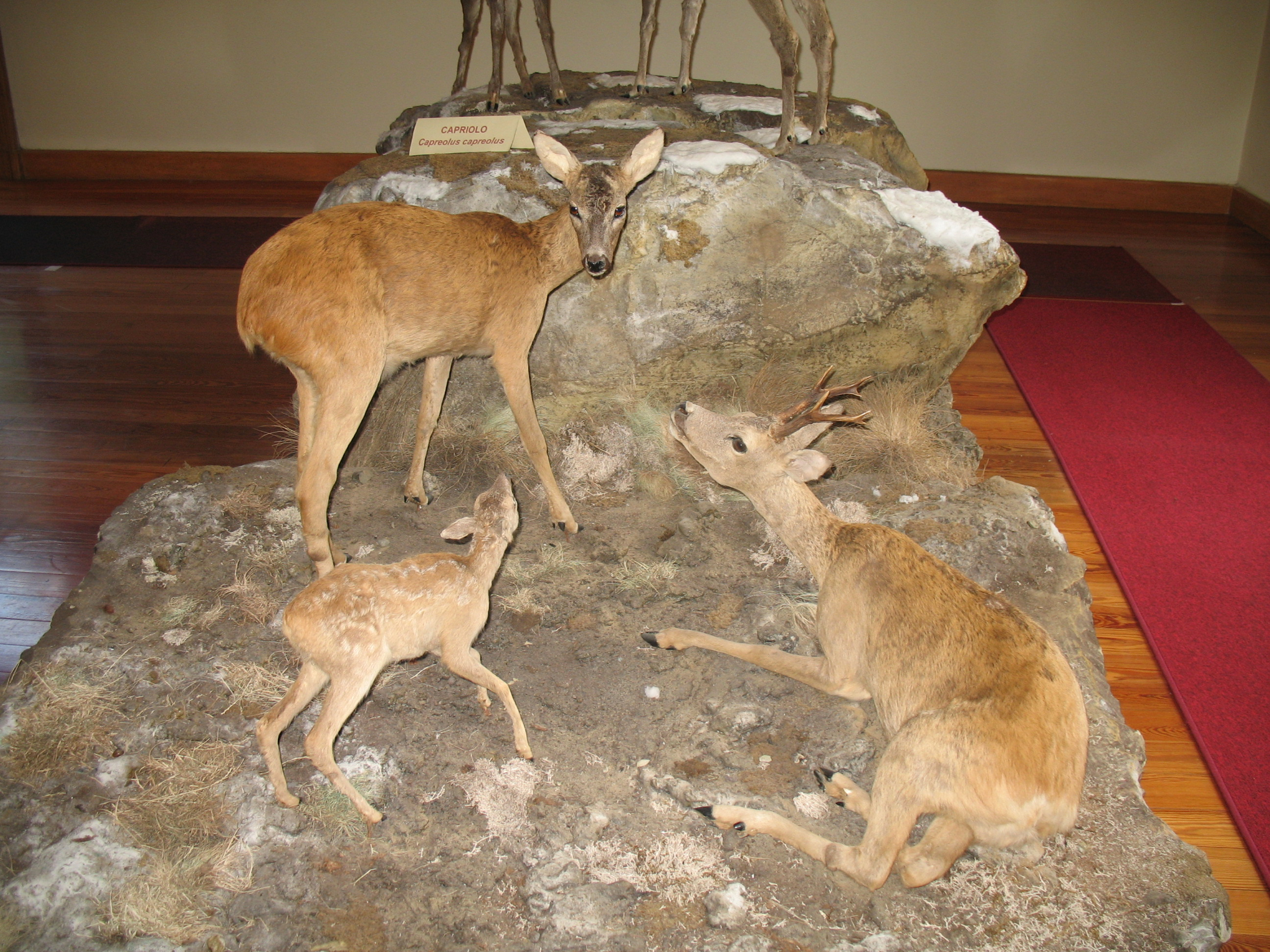
Esemplari imbalsamati - Museo Regionale della Fauna Alpina
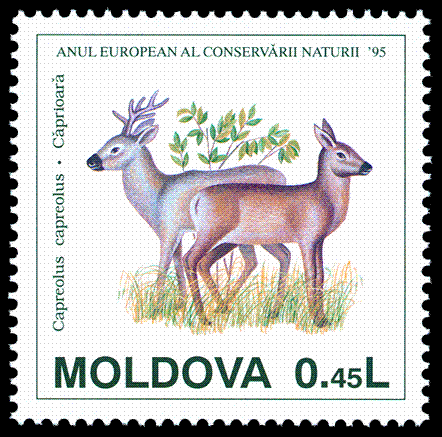
Francobollo moldavo rappresentante due caprioli
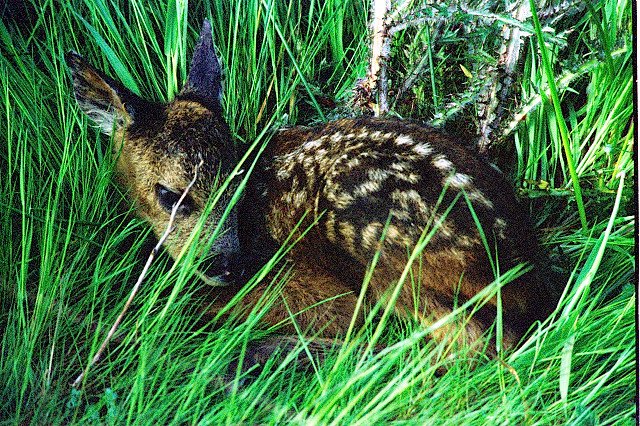
Cucciolo della specie